# Schelphoekplaat
De Schelphoekplaat is een onbewoond eiland in het Veerse Meer in de Nederlandse provincie Zeeland. Het eiland, dat 2,3 hectare groot is, is weidegebied maar ook bebossing. Er is één aanlegsteiger. Het eilandje ligt noord van het recreatiegebied Schelphoek bij Wolphaartsdijk.
De Schelphoekplaat is net als het buureilandje Sabbingeplaat vrij toegankelijk voor bezoekers. De maximale tijd aan een ligplaats is 24 uur.